# Грассе, Пьер-Поль
Пьер-Поль Грассе (Pierre-Paul Grassé, 1895—1985) — французский зоолог, академик, Президент Французской Академии наук и Энтомологического общества Франции.

## Биография

Бронзовая медаль, посвященная французскому зоологу Пьеру-Полю Грассе

Родился 27 ноября 1895 года (Перигё, Périgueux, France). Ветеран Первой мировой войны, которая на 4 года прервала его обучение и исследования. Умер 9 июля 1985 года. Автор более 300 публикаций, включая фундаментальный справочник «Traité de zoologie» из 35 томов. Энтомолог, крупнейший специалист по термитам.
В 1929 году Грассе стал профессором зоологии в Университете Клермон-Ферран, а в 1935 году — профессором Университета Парижа, где работал вместе с Germaine Cousin (1896—1992), и получил премию «Prix Gadeau de Kerville» от имени Энтомологического общества Франции за его труды по прямокрылым насекомым и термитам. В 1939 году он возглавил Зоологическое общество Франции, а в 1941 году стал президентом Энтомологического общества Франции.
После краткой мобилизации в годы Второй мировой войны Грассе в городе Тур в 1944 году сменил Maurice Caullery (1868—1958) на кафедре зоологии и эволюции. Там он развернул энергичную деятельность по организации Лаборатории электронной микроскопии, биологической станции недалеко от своего родного Перигё в коммуне Ле-Эзи-де-Таяк (Дордонь, юго-запад Франции), Центра изучения приматов в Габоне (Makokou, Gabon) и Центра исследования дикой фауны в городе Chizé на западе Франции.
Организатор научного журнала Insectes sociaux (1953), посвященного муравьям, термитам, пчелам и другим общественным насекомым. Также создал журналы Arvernia biologica (1932) и Biologia gabonica (1964). Он поддерживает, внутри INRA, создание лабораторий, специализированных на социальных насекомых, чем будет руководить его ученик Реми Шовен (Rémy Chauvin, 1913-).
Грассе был избран членом Французской Академии наук (Académie des sciences) 29 ноября 1948 года по сектору анатомии и зоологии и возглавлял его до реформирования в 1967 году. В 1976 году он изменил сектора академии, создав новый сектор биологии животных и растений.

## Награды
За свою карьеру Грассе имел множество наград и титулов: командор Ордена Почётного легиона, доктор наук honoris causa университетов Брюсселя, Базеля, Бонна, Гента, Мадрида, Барселоны и Сан-Пауло. Он также был избран членом нескольких академий, включая Нью-Йоркскую академию наук, The Royal Academies for Science and the Arts of Belgium и другие.

## Исследования
В 1940—1970 годах Грассе играет главную роль в стимулировании и в продвижении зоологических исследований во Франции.
Свои первые полевые исследования в Африке начал в 1933—1934 годах и продолжал их позднее несколько раз (1938—1939, 1945, 1948). В этих экспедициях он изучал прежде всего термитов, став одним из крупнейших в истории специалистом по ним.
Автор крупнейшего обзора по термитам Termitologia (1982, 1983, 1984), состоящего из трёх томов и более 2400 страниц. В них Грассе собрал воедино практически все знания человечества об этих общественных насекомых.
Международный союз исследователей общественных насекомых (International Union for the Study of Social Insects — IUSSI) также обязан своим созданием в 1953 году Пьеру Грассе, одному из его основателей.
Важным вкладом в науку стал начатый Грассе в 1946 году крупнейший проект, названный Traité de zoologie. 38 томов выходили почти 40 лет и объединили в себе крупнейших специалистов в зоологии. 10 томов были посвящены млекопитающим, а 9 томов — насекомым.

## Взгляды Грассе на эволюцию
Некоторые авторы (Marcel Blanc, 1990) утверждают, что взгляды Грассе, близкие к Ламарку, связаны с патриотическими чувствами: католическая французская культура поддерживает ламаркизм, а протестантская культура предпочитает дарвинизм.
В поддержку теории Ламарка Грассе организовал международный конгресс в Париже в 1947 году под эгидой CNRS по теме «палеонтология и трансформизм».
Грассе, будучи неоламаркистом, утверждает, что «какими бы обширными ни были мутации, они никогда не ведут ни к какой эволюции» [P.-P.Grasse, Evolution of Living Organisms' Academic Press, New York, 1977, p. 88]. Он пишет: «Мутации не согласованы между собой во времени. Они не дополняют одна другую и не накапливаются в определённом порядке в генах следующих друг за другом поколений. Они преобразуют то, что уже существовало ранее, но делают это беспорядочно…» [P.-P.Grasse, ibid., pp. 97, 98]
Грассе считает, что естественный отбор не имеет никакого отношения к эволюции: «Роль, приписываемая естественному отбору в адаптации, до некоторой степени вероятна, но основана не только на достоверных данных… Мнение о том, что динамика популяции дает нам картину эволюции в действии, необоснованно; этот постулат не может опереться ни на один доказанный факт, показывающий, что преобразования в двух сферах по существу связаны с генетическим балансом популяции» [P.-P.Grasse, ibid., p. 170].
«Случай, направляемый всемогущим отбором, становится чем-то вроде провидения, прикрытого атеизмом и прямо не названного, но втайне оно почитается» [P.-P.Grasse, ibid., p. 107].
«Возможно, в области биологии ничего больше сделать нельзя: остальное относится к метафизике».

## Труды
- 1935: Parasites et parasitisme, Armand Collin (Paris) : 224 p..
- 1935: with Max Aron (1892—1974), Précis de biologie animale, Masson (Paris) : viii + 1016 p. — второе ревизованное издание в 1939, третье издание 1947, четвёртое в 1948, пятое в 1957, шестое в 1962, восьмое издание в 1966.
- 1963: with A. Tétry, Zoologie, two volumes, Gallimard (Paris), collection encyclopédie de la Pléiade: xx + 1244 p. et xvi + 1040 p.
- 1971: Toi, ce petit dieu ! essai sur l’histoire naturelle de l’homme, Albin Michel (Paris) : 288 p.
- 1973: L'évolution du vivant, matériaux pour une nouvelle théorie transformiste, Albin Michel (Paris) : 477 p.
- 1978: Biologie moléculaire, mutagenèse et évolution, Masson (Paris) : 117 p. ISBN 2-225-49203-4
- 1980: L’Homme en accusation : de la biologie à la politique, Albin Michel (Paris) : 354 p. ISBN 2-226-01054-8
- 1982—1986: Termitologia. Vol. I: Anatomie Physilogie Reproduction, 676 pp.; Vol. II: Fondation des Sociétés Construction, 613 pp.; Vol. III: Comportement Socialité Écologie Évolution Systématique, 715 pp. Paris: Masson.